# ダイナー

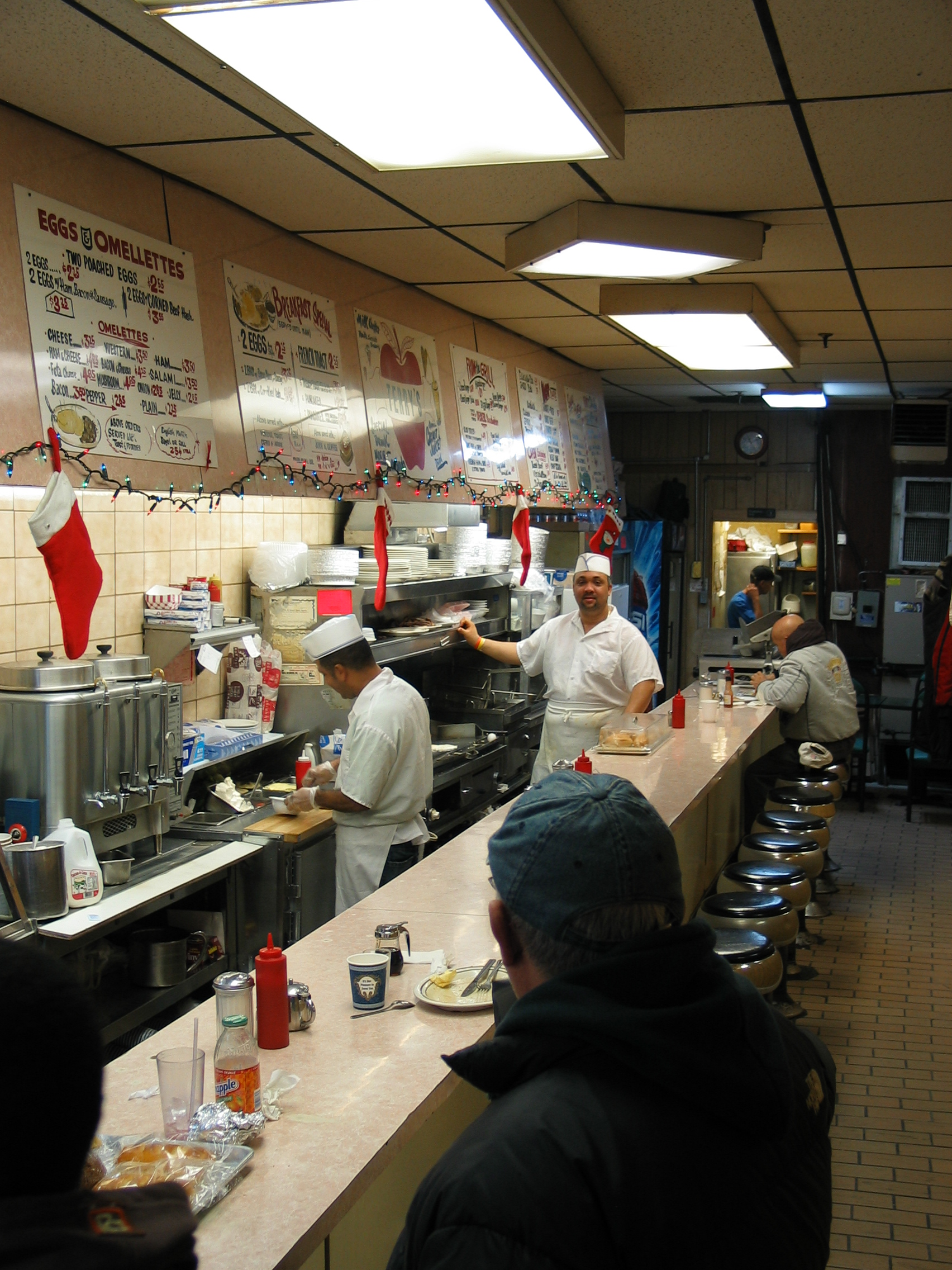
ニューヨーク市ブルックリン区の小さなダイナー、「テリーズ・コーヒーショップ」。

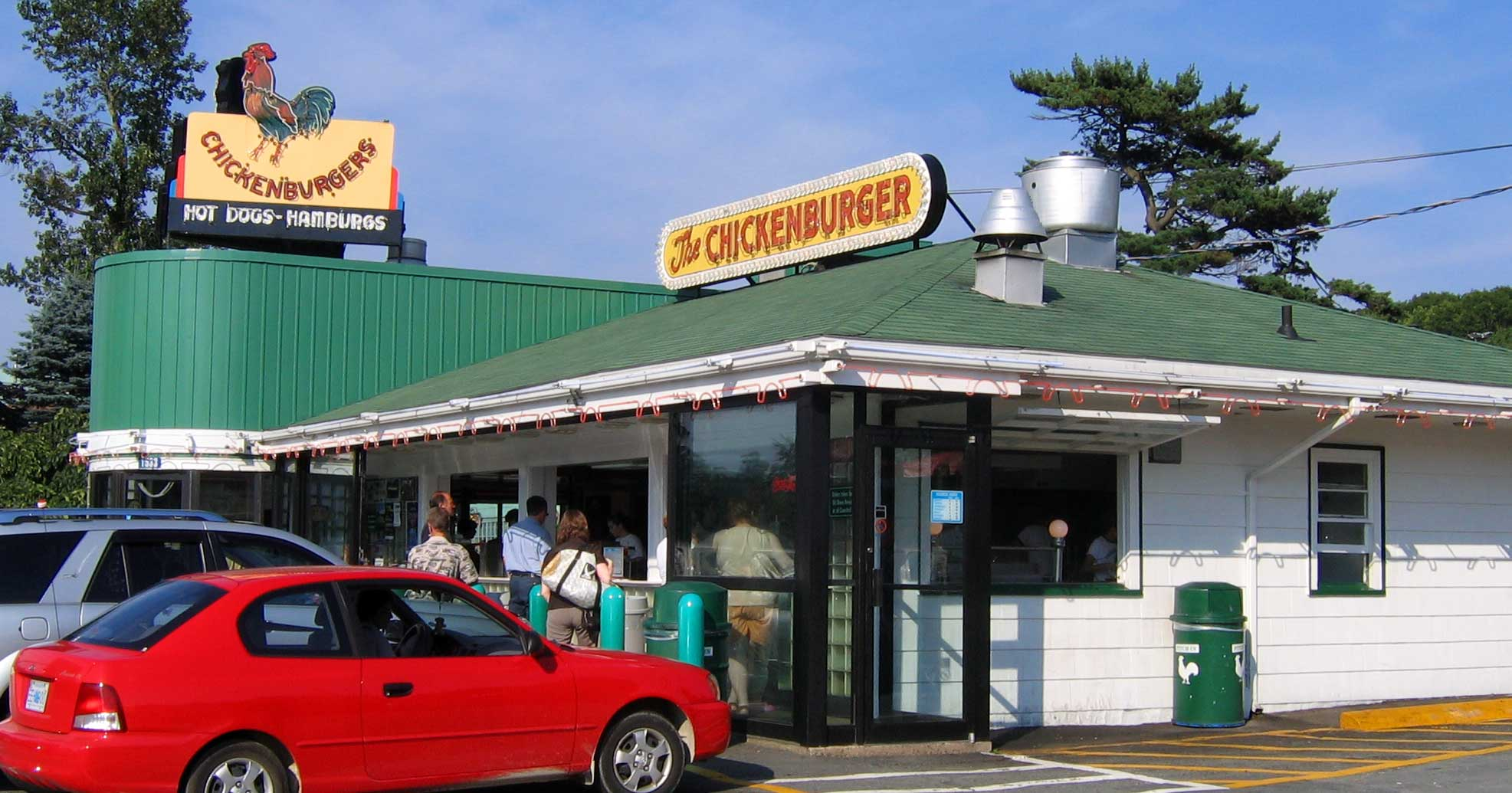
ノバスコシア州ベッドフォードのレストラン型ダイナー「チキンバーガー」

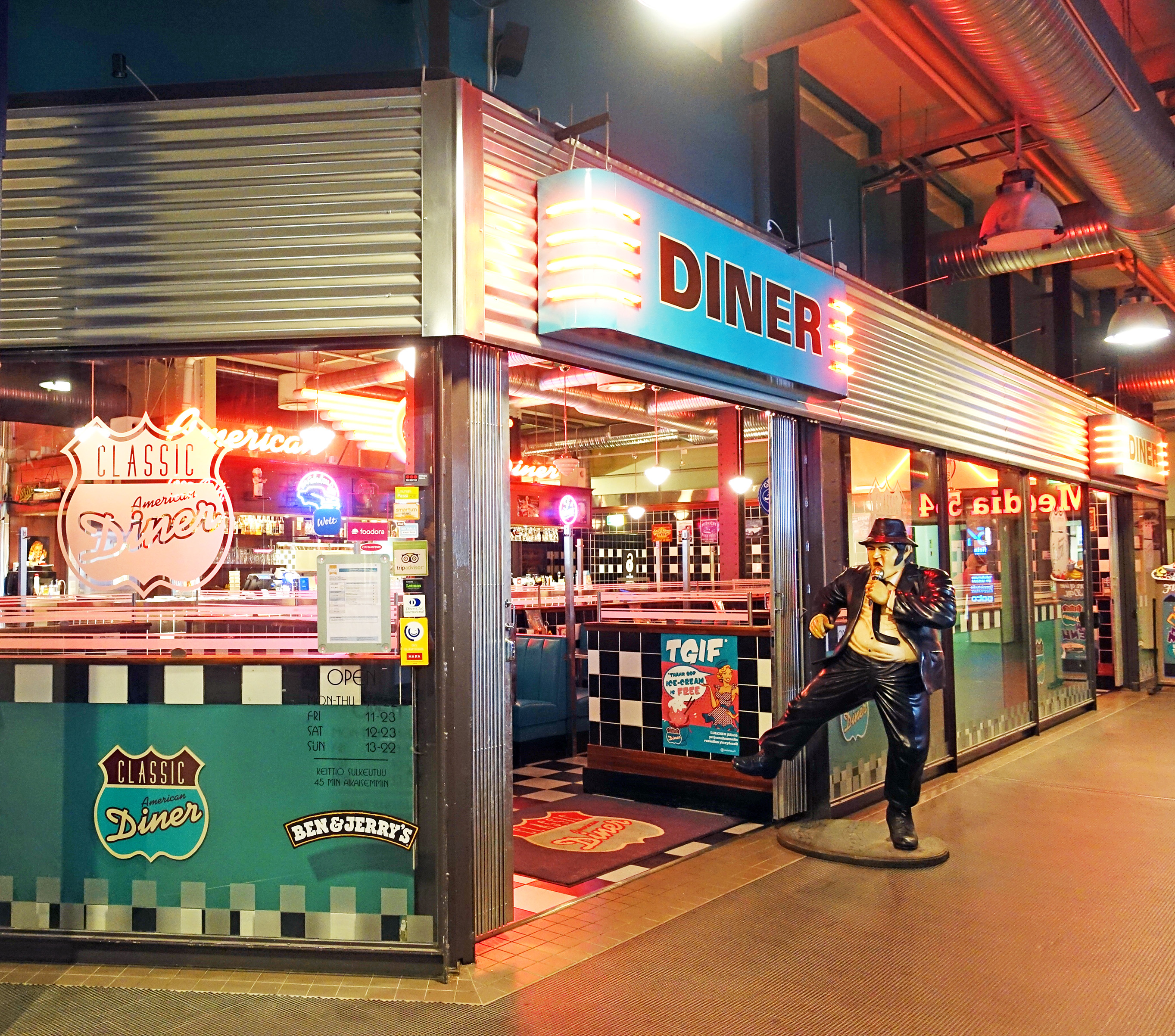
「クラシックアメリカンダイナー」、フィンランド・タンペレ

ダイナー（英: diner）は、もともと簡易食堂、食堂車を意味する用語で、おもに米国・カナダ、その他の国でも見られる小規模で安価なレストランを指す。ダイナーでは、主にアメリカ料理を中心とした幅広い料理をカジュアルな雰囲気で提供し、特徴的なのは給仕係がサーブするブースと、少なくとも料理人が直接サービスを提供する長い着席カウンターの組み合わせでできている。 多くのダイナーでは営業時間を普通より長くしており、主要道路沿いや交代勤務が多い地域では24時間営業しているところもある。
北アメリカ特有のプレハブ式レストランも多い。特にニュージャージー州、ペンシルベニア州、ニューヨーク州に多く、またアメリカ合衆国北東部やアメリカ合衆国中西部の各地域で多いが、米国全土およびカナダ全土でも見られる。プレハブ式ではない一般的な建物であっても、伝統的なダイナーの料理に類似する料理を供するレストランがダイナーと呼ばれることもある。ダイナーの主な特徴は、アメリカ料理を中心とした幅広いメニュー、一見してそれと判る外観、気取らない雰囲気、店内にカウンターがあること、深夜営業である。

## 歴史

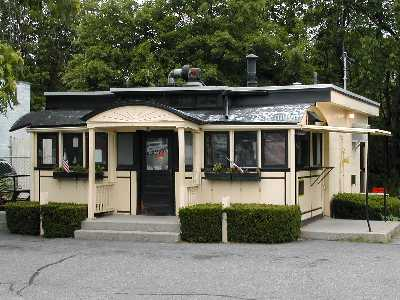
ウースター・ランチカー社製のケイシーズ・ダイナー（ウースター、1922年創業）はアメリカ合衆国国家歴史登録財に登録されている

ダイナーの起源は移動屋台である。世界初のダイナーは、1872年にロードアイランド州プロビデンスにて、プロビデンス・ジャーナル社の社員向けに温かい食事を販売した馬引きのワゴンであるといわれている。ワゴンの所有者ウォルター・スコットは以前から、新聞社で働いていた親しい印刷工たちに、家で準備したサンドイッチとコーヒーをカゴで売り歩き、収入の足しとしていた。1887年、マサチューセッツ州ウースターでトーマス・バックリーが移動屋台専用車のランチワゴンの生産を開始した。バックリーの商売は成功し、彼は「ホワイト・ハウス・カフェ」ワゴンで知られるようになった。1891年にはチャールズ・パーマーが移動式屋台で最初の特許を得た。彼は「ナイト・ランチ・ワゴン」の名称でそれを登録、1901年までに「ファンシー・ナイト・カフェ」と「ナイト・ランチ・ワゴン」をウースター周辺に出店した。フィリップ・デュプリーとアーヴィン・ストッダードは、1906年にウースター・ランチカー社を設立し、現在「ダイナー」と呼ばれる形式の店をアメリカ東海岸一帯に展開した。19世紀後半にはアメリカ東海岸北部で座席付きのランチワゴンが現れ、高価な不動産を購入することなく、オフィス街で営業した。1925年までは、「ランチワゴン」という名称に比べると「ダイナー」という名称はあまり使用されていなかったようである。ウースター周辺には現在も多くのダイナーがある。
ニュージャージー州ベイヨンのジェリー・オマホニーが最初の「ダイナー」を作ったという説がある。同州エリザベスのジェリー・オマホニー・ダイナー社は、1917年から1941年に二千店のダイナーを製造し、そのうち現在も営業を続けている店舗が国内外に20軒残っている。席数の増加に伴い、ワゴンを製造していた業者の多くがプレハブ建築式ダイナーを製造するようになった。ランチワゴン同様に、プレハブ店舗に組み立て済み建築材と設備を使用することにより、ダイナーの経営者は飲食店業をすぐに開始できた。

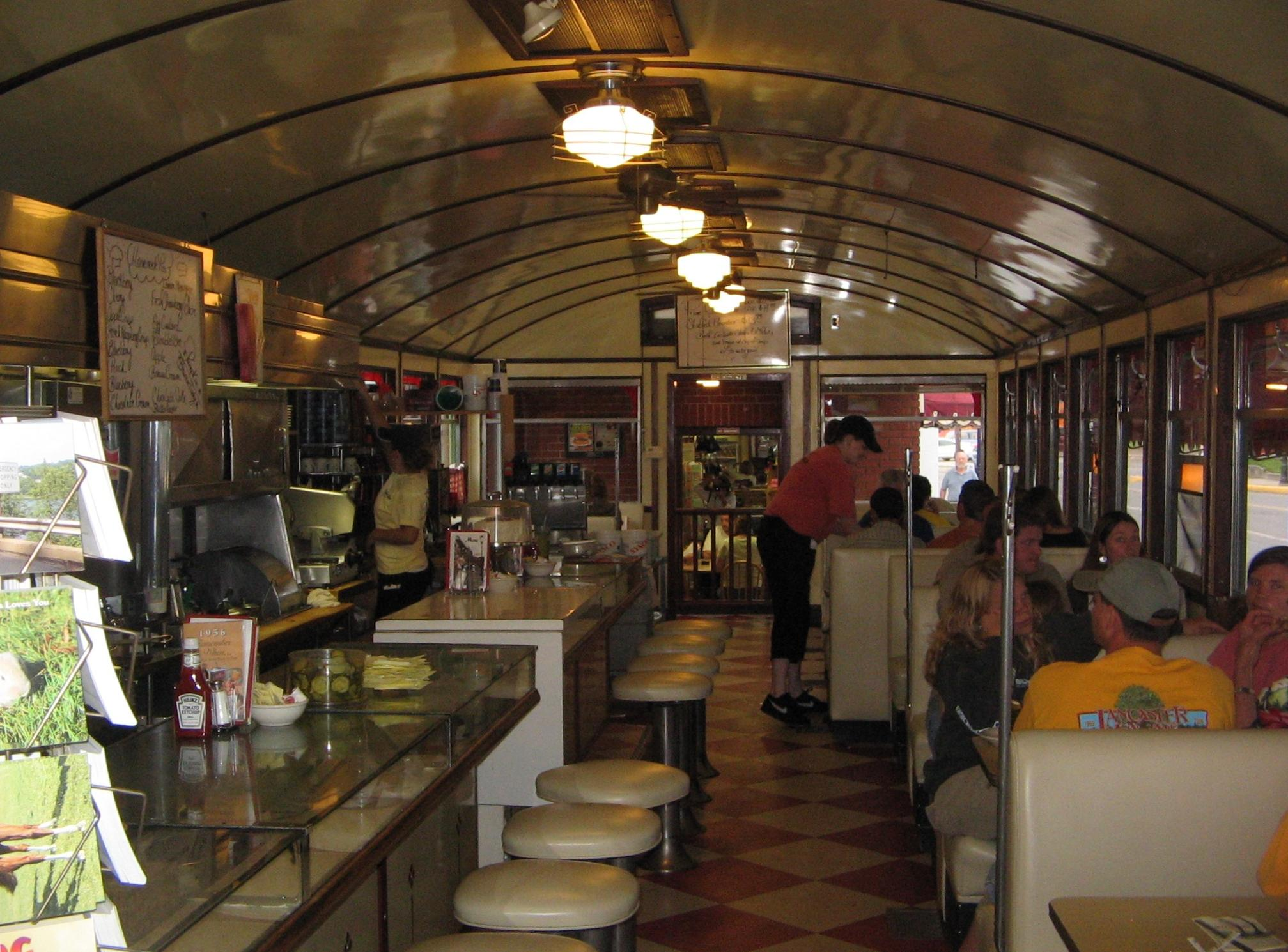
ペンシルベニア州ウェルズボロの、1938年に製造されたダイナーの内装。天井が曲面である。

世界恐慌まで、ほとんどのダイナー業者と顧客は合衆国北東部にあった。ダイナー業も他の産業同様恐慌の影響を受けたが、どんなときでも人は食事をするものであり、高級なレストランよりも安価な料理を提供するダイナーは営業を始めるのにかかる費用も安いため、被害は他業種ほど深刻ではなかった。第二次世界大戦後、経済が民需に戻り郊外が発展するとともに、ダイナーは魅力的な小規模ビジネスの起業対象となった。この期間に、ダイナーは都市部や小さな町といった本来の商業圏から郊外の高速道路沿いの土地へと広がり、ヴァレンタイン・ダイナーズのような製造業者と共に、中西部にさえ達した。
1970年代に、多くの地域でファストフード店がダイナーを駆逐したが、ニュージャージー州、ニューヨーク州、ニューイングランド、デラウェア州およびペンシルベニア州の一部では、個人営業のダイナーが今なお割合普通に見られる。この時期に新たに建ったダイナーは、これまで主流だったステンレス製の細長い流線型の形状（後述）を捨て、大きな建物となったが、古くからのダイナー製造業者によるプレハブ式のユニットを組み立てて建てられている。これらの新しいダイナーには、個人住宅に多く用いられるケープコッド様式やコロニアル様式をはじめ、多種多様な建築様式が採用されている。旧式の単一ユニットのダイナーは長いカウンターと小さなボックス席を持っていたが、現在ではより広い食事席、豪華な壁紙、ファウンテン、クリスタルガラスのシャンデリア、ギリシャ式彫刻が追加されるようになった。古いプレハブ式のダイナーが普通の工法で増築され、元の構造がわからなくなるほど新しい増築部に覆われたり新しい外装を施されたりするにつれ、「ダイナー」という言葉の定義が曖昧になった。ダイナーと呼ばれているもののプレハブ式でなく、敷地に普通の建築同様土台から建てられる店舗も現れ始め、これらのより大型の店舗はしばしばダイナーレストランとして知られるようになった。

## 設計

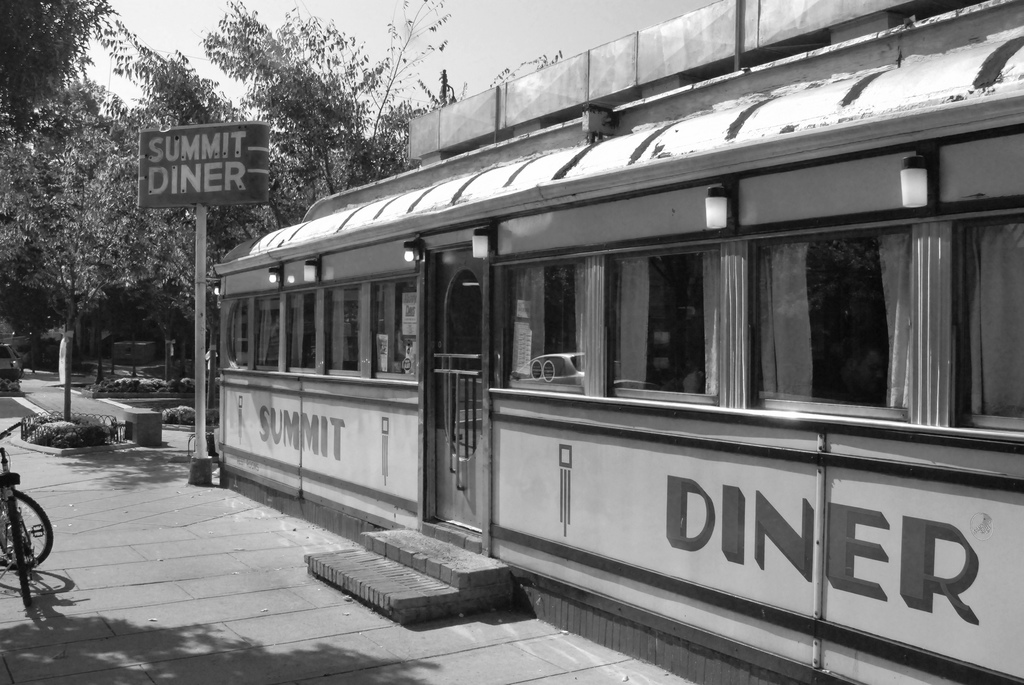
ニュージャージー州サミットのサミットダイナー（オマホニー社、1938年製造）は典型的な「食堂車」様式のダイナーである。

トレーラーハウスと同様、初期の様式のダイナーは狭くて細長く、道路での移動が可能であった。これは定位置での営業を想定していなかった最初の「本物の」ダイナーから受け継がれた特徴である。「ダイナーワゴン」でない元祖ダイナーは、実際の鉄道の食堂車であった。食堂車が耐用年数を超過した後に、駅の近くまたは線路沿いの定位置に置かれ、安価なレストランとして使われた。
その後、鉄道車両を製造するために設計された設備を流用して製造されたこともあり、伝統的にこの大きさと形状が保たれた。初期の間取りでは、サービスカウンターが内装の中心で、背面の壁に調理エリアがあり、前面には床に取り付けられた客用の椅子がある。より大きなモデルでは前面の壁と後方にボックス席がある。装飾は時につれ変化した。1920年代から1940年代のダイナーはアール・デコの要素を取りいれたり、食堂車の装飾を模したりした（実際に再度組み上げられた食堂車も僅かながらあった）。外装は琺瑯で、前面に店名が書かれたものやエナメルの帯飾り、縦溝飾りを入れたものが特徴である。多くは「筒型ヴォールト」の屋根を持ち、タイル張りの床が一般的であった。1950年代のダイナーは、ステンレスのパネル、琺瑯、ガラスのブロック、テラゾー（人造大理石）の床、化粧板、ネオンサインの装飾を使用するようになった。
最近建てられたダイナーの構造はこれとは異なり、間取りはレストランに似ており、伝統的なダイナー設計の外観（通常、ステンレスとアール・デコ要素）を保持するものの、他の特徴（小さなサイズやカウンターを主としたレイアウト）は失われている。

## 文化的な重要性

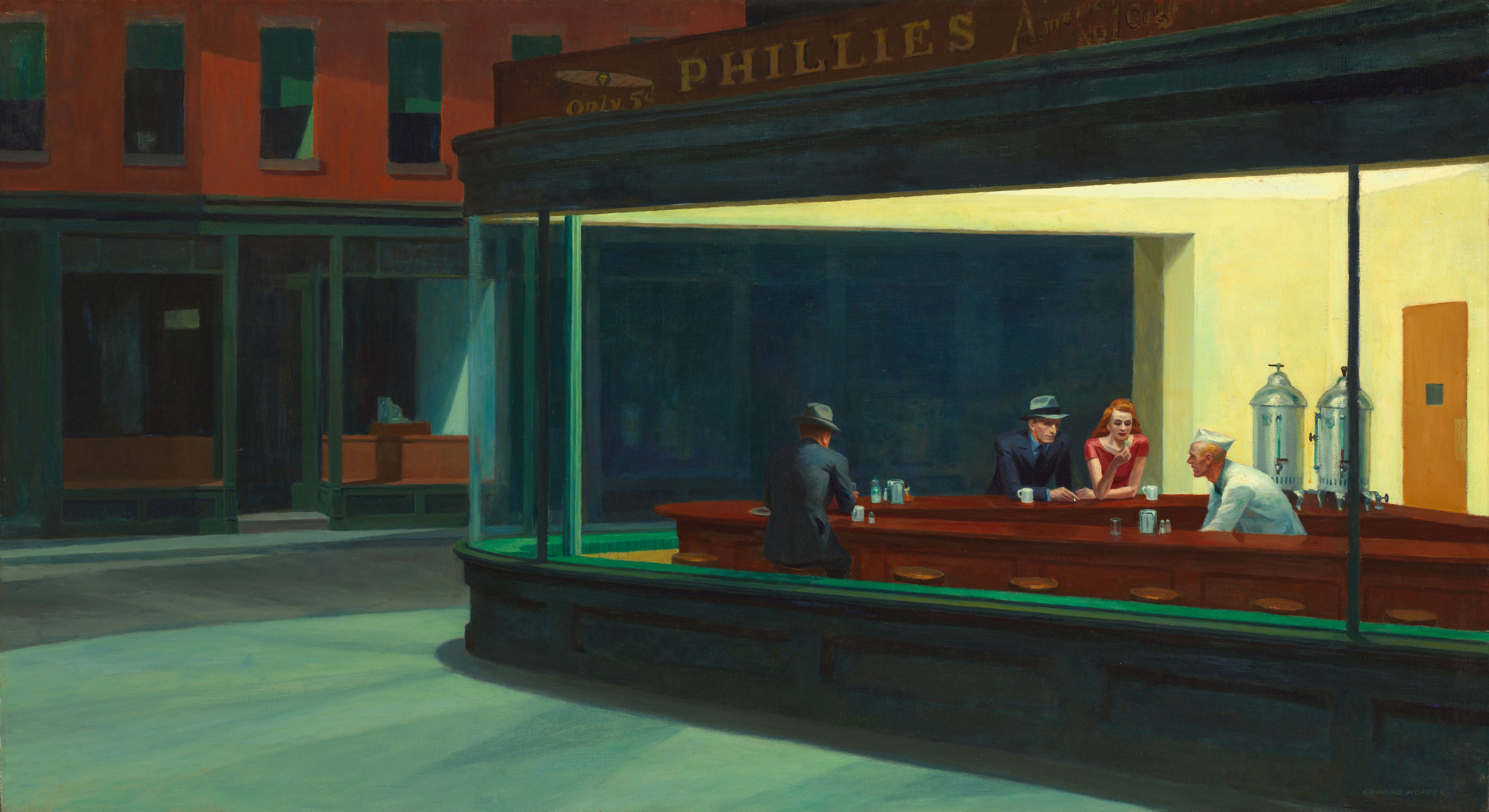
『ナイトホークス』 エドワード・ホッパー、1942年、シカゴ美術館所蔵

ダイナーは幅広い性格の地元住民を引き付ける場所で、一般には小規模企業である。20世紀半ば以降、アメリカの文化的多様性と平等主義の特質を反映する、非常にアメリカらしい事物として見られるようになった。エドワード・ホッパーの代表的な絵画『ナイトホークス』（1942年）は、深夜の孤独なダイナーと、その内部の客たちを描いている。
テレビと映画（例えば『マックイーンの絶対の危機』、『ハッピーデイズ』『アイアン・ジャイアント』および『ダイナー』）の中では、ダイナーとソーダ・ファウンテンが1950年代のアメリカ白人社会の繁栄と楽観主義の時代を象徴し、ティーンエイジャーが放課後に集い、デートに不可欠な場所として描かれている。テレビ番組の『アリス』は「ダイナー」を舞台とした。ダイナーの文化的影響は今日も継続している。デニーズのようなフランチャイズも含む多くのプレハブ式でないレストランが、1950年代のダイナーの外観を模して郷愁を誘い、ワッフルハウスはダイナーに由来する内装レイアウトを使用している。

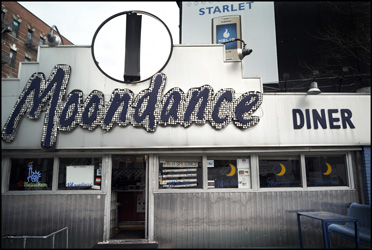
マンハッタンのダイナー「ムーンダンス」

ダイナーは、ファストフードチェーンと同様の方法で、全国的で、誰でもわかる、ほぼ均質な食事と会合の場を提供する。供する料理のタイプはだいたい似通っており、特に狭い地域内ではその傾向が強く、価格も同様である。例外として、移民が多い地区では、ダイナーとコーヒーショップは地域の住民に好まれる料理をメニューに加えている。その一方でダイナーはファストフードチェーンと比べてはるかに個性が顕著である。構造、メニュー、およびオーナーとスタッフも、それぞれある程度の類似性はあるが、厳密に標準化したフランチャイズチェーンやフランチャイズレストランよりはるかに多様である。
ダイナーは、特に都市部では24時間営業することが多く、バーやナイトクラブと並んで、都市文化に不可欠な要素となっている。多くのダイナーは、昔から24時間操業する工場の近くで営業し、夜勤労働者を主要な顧客としていた。

## 料理と民族性
ダイナーでは、ハンバーガー、フライドポテト、アメリカンクラブハウスサンド、グリルドチーズサンドイッチ等、いわゆる一般的なアメリカ料理をメニューとして提供する。初期のダイナーがグリルで提供できる料理を主としたことから、多くの料理は焼きものである。オムレツを含む卵料理、ワッフル、パンケーキ、およびフレンチトースト等の朝食の料理を売り物としていることが多々あり、これらの「朝食料理」を1日中提供するダイナーもある。多くのダイナーには、カウンターの後ろにデザートのショーケースがある。新しいダイナーでは、回転するケースでデザートを陳列するのが一般的である。
イギリスの労働者階級向け安レストランのように、典型的なアメリカのダイナーは多くの揚げ物やグリル料理を供する。例えば目玉焼き、ベーコン、ハンバーガー、ホットドッグ、ハッシュドポテト、ワッフル、パンケーキ、オムレツ、フライドチキン、ソーセージなどである。これに副菜として、しばしばベイクドビーンズ、フライドポテト、コールスロー、トーストが添えられる。
ダイナーでは、その地域独特の料理を提供することがある。ギリシャ、マケドニアおよびアルバニア系移民によって起業されたミシガン州とオハイオ川流域のコニー・アイランド式レストランでは、コニードッグ（チリドッグ。牛肉のソーセージに肉だけのチリコンカーン、刻みタマネギとマスタードをかけたホットドッグ）や、ギロピタ、シシカバブ、スブラキ、サガナキ、グリークサラダなど数種のギリシア料理を供する。インディアナ州では、豚ヒレ肉のフライのサンドイッチがメニューにあることが多い。北東部では魚介類に重点が置かれ、メイン州では貝の剥き身と小エビのフライが一般的である。ペンシルベニア州では、チーズステーキ・サンドイッチとスクラップルがほとんどのダイナーの定番である。南西部の州ではタマーリが定番である。米国南部の定番料理には、グリッツ、グレイビーがけビスケット、チキン・フライド・ステーキがある。ニュージャージー州では、ポークロール、卵とチーズのサンドイッチが定番である。
コーヒーは高品質とはいえなくとも常に販売されている。アルコール飲料は通常販売しないが、ビールと安価なワインを提供するダイナーもある。
アメリカのダイナーで一般的なデザートはパイで、特にアップルパイおよびチェリーパイであり、ショーケースに陳列され、注文に応じてカットされる。
料理は通常かなり安価であり、最低賃金でも1時間から1時間半ぶんの給料でサンドイッチ、副菜、飲み物から成るちゃんとした食事が取れる。
ダイナー業界は幾つかの民族から強い影響を受けている。大多数のダイナーがギリシャ系アメリカ人によって経営または営業されており、特にニュージャージー州、ニューヨーク、ペンシルベニア州、コネチカット州で顕著である。ポーランド人、ウクライナ人、および東欧ユダヤ人に代表される、東欧系の経営者によるダイナーも多い。イタリア系アメリカ人も重要な存在である。これらの影響は、ギリシャ料理からムサカ、スラヴ料理からブリンツ、ユダヤ料理からマッツァーボールのスープ（アシュケナジム風クネーデルのスープ）等といった民族料理がダイナーの定番メニューへ加わったことに見てとれる。

## ダイナーが関連する作品
- 映画『ダイナー』
- 映画『スティング』- 主人公がしばしば同じダイナーを訪れる。サパーの価格やトイレの構造がわかる描写もある。
- 映画『ラスト・ショー』- さびれた街で営業するダイナーで、朝食時は満席だがそれ以外はガラガラ。ジュークボックスが置いてある。
- 映画『追憶』- 大学のそばで営業するダイナー。ハンバーガーの注文客に対して「オニオンは？」と尋ねる描写がある。
- 映画『アメリカン・グラフィティ』
- 映画『バック・トゥ・ザ・フューチャー』
- 映画『ニューヨーク東8番街の奇跡』
- 映画『インディ・ジョーンズ/クリスタル・スカルの王国』
- 映画『レギオン』
- 映画『レザボア・ドッグス』- 冒頭の10分に渡るダイナーでの会話シーンがある。
- 映画『パルプ・フィクション』
- 映画『NEXT』- 予知能力をもつ主人公が予知で見た運命の女性（ヒロイン）をダイナーで待ち続ける。
- 映画『ハードキャンディ (2006年の映画)』- 冒頭で「ナイト・ホークス」という店名のダイナーが登場する。
- 映画『恋のためらい/フランキーとジョニー』
- 映画『ギャラクシー街道』
- 映画『ロード・トゥ・パーディション』
- 映画『イコライザー』
- TVドラマ『ツイン・ピークス』
- TVドラマ『可愛いだけじゃダメかしら?』- メインキャストの1人がダイナーのマスターで物語の主な舞台のひとつになっている。
- 小説『ダイナー』（著：平山夢明）
- 漫画『トゥルーブルーは決して色あせない』（作：多田由美） - ヒロインがダイナー経営者で物語の主な舞台になっている。
- TVドラマ『Diner』2008年にアメリカHBOで放送された作品。
- 漫画『さよならアメリカ』作・渋谷直角。東京郊外にアメリカンダイナーを開いた中年男の話。（扶桑社、2019年3月20日）ISBN 9784594081768
- 音楽 『トムズ ダイナー』 - スザンヌ・ヴェガが1987年に発表した楽曲。雨の朝のダイナーの様子を、客の目線から歌っている。